# Synchiropus grandoculis
Synchiropus grandoculis es una especie de peces de la familia Callionymidae en el orden de los Perciformes.

## Hábitat
Es un pez de mar y de aguas profundas que hasta los 353 m de profundidad.

## Distribución geográfica
Se encuentra en Australia Occidental.

## Observaciones
Es inofensivo para los humanos